# San Enrique (Iloilo)
San Enrique è una municipalità di quarta classe delle Filippine, situata nella Provincia di Iloilo, nella Regione del Visayas Occidentale.
San Enrique è formata da 28 baranggay:
- Abaca
- Asisig
- Bantayan
- Braulan
- Cabugao Nuevo
- Cabugao Viejo
- Camiri
- Catan-Agan
- Compo
- Cubay
- Dacal
- Dumiles
- Garita
- Gines Nuevo

- Imbang Pequeño
- Imbesad-an
- Iprog
- Lip-ac
- Madarag
- Mapili
- Paga
- Palje
- Poblacion Ilawod
- Poblacion Ilaya
- Quinolpan
- Rumagayray
- San Antonio
- Tambunac